# Сальм (остров)
Сальм — южный остров архипелага Земля Франца-Иосифа. Площадь острова 278 км², наивысшая точка — 343 метра. Административно относится к Приморскому району Архангельской области России.

## География
Остров Сальм имеет неровную округлую форму и почти полностью, кроме небольшого полуострова в южной части, покрыт льдом. Из общей площади острова — 278 км², льдами покрыто 96,4 % территории — 268 км². Длина береговой линии — 69 километров, максимальная длина острова — 17 километров.
Самая западная точка острова — мыс Левченко, назван в память о штурмане В. Левченко, из экипажа Сигизмунда Леваневского, самолёт которого пропал предположительно над Арктикой при перелёте из Москвы через Северный полюс в Фербенкс, штат Аляска, США.
Через остров Сальм проходит 60-й меридиан восточной долготы.

## История
Остров Сальм был обнаружен 26 марта 1874 года австро-венгерской полярной экспедицией, возглавляемой военным топографом и альпинистом Юлиусом Пайером (первооткрывателем Земли Франца-Иосифа) и военным моряком Карлом Вейпрехтом. Остров был назван ими в честь Зальмского дома, к которому принадлежал один из главных спонсоров экспедиции Эмануэль Зальм-Зальмский.

## Близлежащие малые острова
- Острова Бисерные — группа из семи маленьких остовов, лежащих у южного побережья острова Сальм.
- Острова Гохштеттера(на некоторых картах также острова Хохштеттера) — группа из трёх островов к северо-востоку от острова Сальм. Состоит из одного крупного — остров Гохштеттера Южный — 6.5 километра в длину и 4 километра в ширину, и двух небольших островов — остров Гохштеттера Средний и остров Альбатрос.
- Остров Кольдевея — небольшой остров длиной 3,7 километра на северо-западе от острова Сальм.
- Остров Шёнау — крошечный остров у берегов острова Кольдевея.
- Остров Вильчека — Крупный, 10 километров в длину, остров в 3 километрах к юго-западу от острова Сальм.
- Остров Литке — круглой формы остров в 3,5 километрах к юго-востоку от острова Сальм. Площадь — 14 км², наивысшая точка — 85 метров.
- Рифы Эскимосские — группа из трёх рифов в 2 километрах к югу от острова Сальм.
- Остров Ламон — Небольшой остров в 20 километрах к юго-западу от острова Сальм. Длина — 1,3 километра. Является самым южным островом архипелага.

## Прочие факты
В повести Аркадия Стругацкого «Дьявол среди людей» в эпиграфе к четвёртой главе упоминается связанная с островом Сальм легенда:
Союзные моряки стали жаловаться, что, сойдя на  берег после арктических тягот, они у нас лишены женской ласки  и оттого могут ненароком исчахнуть. Тогда горком обратился к комсомолкам в возрасте от семнадцати  до  двадцати  лет  с предложением порадеть нашим славным товарищам  по  оружию. Те, конечно, порадеть не отказались. Что  делать,  времена тяжёлые, а тут тебе и консервы,  и  шоколад,  и  виски,  и чулочки. Однако когда война закончилась, их всех  объявили изменниками  Родины,  погрузили  на  баржи  и  потащили  в открытый океан. На остров Сальм, как им  объявили.  Но  до острова Сальма их не  дотащили,  а  потопили  из-под  воды торпедами. Светило красное полуночное солнце, белело  небо над далёкой кромкой вечных льдов, океан был как зеркало, и до самого горизонта виднелись по  воде  женские  головы  - русые, каштановые, чёрные...